# Eldenburg-Gymnasium Lübz
Das Eldenburg-Gymnasium Lübz (kurz: EGL) ist ein staatliches Gymnasium in der Stadt Lübz im Landkreis Ludwigslust-Parchim, Mecklenburg-Vorpommern. Die Schule wurde am 1. September 1995 gegründet und trägt seit 2006 ihren heutigen Namen. Sie befindet sich in der Blücherstraße 22a und wird derzeit von Torsten Schwarz geleitet.

## Geschichte
Das Schulgebäude hat eine lange Bildungstradition. Zwischen 1952 und 1990 wurde es unter verschiedenen Namen und Schulformen genutzt, darunter als Erweiterte Polytechnische Oberschule „Juri Gagarin“ und als Polytechnische Oberschule mit Abiturteil „Friedrich Engels“. Nach der deutschen Wiedervereinigung wurde es zunächst als Gymnasium Lübz weitergeführt, bevor es 2006 in Eldenburg-Gymnasium Lübz umbenannt wurde. Das heutige Gebäude wurde 2008 fertiggestellt und dient seitdem als moderner Unterrichtsort.

## Profil und Schulgemeinschaft
Das Eldenburg-Gymnasium trägt das Motto „Erfolgreich – Gemeinsam – Lernen“ und ist Teil des Netzwerks „Schule ohne Rassismus – Schule mit Courage“. Zurzeit besuchen etwa 485 Schülerinnen und Schüler die Schule, die von 47 Lehrkräften unterrichtet werden. Die Schule legt großen Wert auf eine demokratische Schulkultur und fördert das Engagement der Schülerschaft durch Projekte wie Schulveranstaltungen und Arbeitsgemeinschaften.